# Energiskador
Energiskador (kin. zou huo ru mo, eng. qigong deviation alt. qigong psychotic reaction, även 'kundalini-syndrom') är samlingsnamnet för påstådda skador, risker eller bieffekter som uppstår på grund av felaktigt tränad eller utlärd träning inom alternativmedicin.